# Ganado (Texas)
Ganado è un centro abitato degli Stati Uniti d'America situato nella contea di Jackson dello Stato del Texas.
La popolazione era di 2.003 persone al censimento del 2010.

## Geografia fisica
Ganado è situata a 29°02′28″N 96°30′44″W (29.041111, -96.512136).
Secondo lo United States Census Bureau, ha un'area totale di 1,2 miglia quadrate (3,1 km²).

## Società

### Evoluzione demografica
Secondo il censimento del 2000, c'erano 1.915 persone, 656 nuclei familiari e 478 famiglie residenti nella città. La densità di popolazione era di 1.645,3 persone per miglio quadrato (637,4/km²). C'erano 767 unità abitative a una densità media di 659,0 per miglio quadrato (255,3/km²). La composizione etnica della città era formata dal 72,48% di bianchi, il 4,86% di afroamericani, lo 0,42% di nativi americani, lo 0,21% di asiatici, il 17,91% di altre razze, e il 4,13% di due o più etnie. Ispanici o latinos di qualunque razza erano il 39,06% della popolazione.
C'erano 656 nuclei familiari di cui il 37,8% aveva figli di età inferiore ai 18 anni, il 56,3% aveva coppie sposate conviventi, il 12,0% aveva un capofamiglia femmina senza marito, e il 27,0% erano non-famiglie. Il 23,5% di tutti i nuclei familiari erano individuali e il 12,2% aveva componenti con un'età di 65 anni o più che vivevano da soli. Il numero di componenti medio di un nucleo familiare era di 2,85 e quello di una famiglia era di 3,35.
La popolazione era composta dal 29,5% di persone sotto i 18 anni, l'11,2% di persone dai 18 ai 24 anni, il 25,8% di persone dai 25 ai 44 anni, il 18,1% di persone dai 45 ai 64 anni, e il 15,4% di persone di 65 anni o più. L'età media era di 34 anni. Per ogni 100 femmine c'erano 101,8 maschi. Per ogni 100 femmine dai 18 anni in giù, c'erano 96,7 maschi.
Il reddito medio di un nucleo familiare era di 34.038 dollari e quello di una famiglia era di 39.514 dollari. I maschi avevano un reddito medio di 31.058 dollari contro i 16.667 dollari delle femmine. Il reddito pro capite era di 14.758 dollari. Circa l'11,7% delle famiglie e il 14,8% della popolazione erano sotto la soglia di povertà, incluso il 18,3% di persone sotto i 18 anni e il 18,2% di persone di 65 anni o più.